# Música de Final Fantasy VIII
Final Fantasy VIII es un videojuego publicado en 1999, la banda sonora del juego fue compuesta tanto para su versión en PlayStation como su versión en Windows. La música de Final Fantasy VIII se compone de tres álbumes oficiales y un sencillo llamado Eyes On Me.

## Final Fantasy VIII Original Soundtrack
Consta de cuatro discos y contiene los mismos temas que fueron usados en el juego, todos ellos compuestos por Nobuo Uematsu. Salió a la venta el 10 de marzo de 1999, y tuvo reimpresión el 10 de mayo de 2004. Una versión para Estados Unidos fue lanzada en enero de 2002 bajo el nombre de Final Fantasy VII Music Collection.
| Disco 1 |                                |          |  |
| N.º     | Título                         | Duración |  |
| 1.      | «Liberi Fatali»                | 3:07     |  |
| 2.      | «Balamb GARDEN»                | 3:29     |  |
| 3.      | «Blue Fields»                  | 2:54     |  |
| 4.      | «Don't Be Afraid»              | 2:52     |  |
| 5.      | «The Winner»                   | 1:07     |  |
| 6.      | «Find Your Way»                | 3:47     |  |
| 7.      | «SeeD»                         | 4:16     |  |
| 8.      | «The Landing»                  | 4:36     |  |
| 9.      | «Starting Up»                  | 1:19     |  |
| 10.     | «Force Your Way»               | 3:53     |  |
| 11.     | «The Loser»                    | 1:26     |  |
| 12.     | «Never Look Back»              | 3:23     |  |
| 13.     | «Dead End»                     | 1:11     |  |
| 14.     | «Breezy»                       | 2:43     |  |
| 15.     | «Shuffle or Boogie»            | 2:04     |  |
| 16.     | «Waltz for the Moon»           | 3:00     |  |
| 17.     | «Tell Me»                      | 3:24     |  |
| 18.     | «Fear»                         | 2:24     |  |
| 19.     | «The Man with the Machine Gun» | 2:49     |  |
| 20.     | «Julia»                        | 1:23     |  |
| 21.     | «Roses and Wine»               | 2:18     |  |
| 22.     | «Junction»                     | 1:37     |  |
| 23.     | «Timber Owls»                  | 2:51     |  |

| Disco 2 |                                          |          |  |
| N.º     | Título                                   | Duración |  |
| 1.      | «My Mind»                                | 3:12     |  |
| 2.      | «The Mission»                            | 3:36     |  |
| 3.      | «Martial Law»                            | 3:48     |  |
| 4.      | «Cactus Jack (Galbadian Anthem)»         | 1:30     |  |
| 5.      | «Only a Plank Between One and Perdition» | 2:24     |  |
| 6.      | «SUCCESSION OF WITCHES»                  | 3:18     |  |
| 7.      | «Galbadia GARDEN»                        | 3:37     |  |
| 8.      | «Unrest»                                 | 2:36     |  |
| 9.      | «Under Her Control»                      | 3:30     |  |
| 10.     | «The Stage is Set»                       | 3:39     |  |
| 11.     | «A Sacrifice»                            | 3:26     |  |
| 12.     | «FITHOS LUSEC WECOS VINOSEC»             | 4:33     |  |
| 13.     | «Intruders»                              | 2:31     |  |
| 14.     | «Premonition»                            | 4:36     |  |
| 15.     | «Wounded»                                | 0:53     |  |
| 16.     | «Fragments of Memories»                  | 3:13     |  |
| 17.     | «Jailed»                                 | 3:50     |  |
| 18.     | «Rivals»                                 | 3:30     |  |
| 19.     | «Ami»                                    | 4:37     |  |

| Disco 3 |                              |          |  |
| N.º     | Título                       | Duración |  |
| 1.      | «The Spy»                    | 3:46     |  |
| 2.      | «Retaliation»                | 0:45     |  |
| 3.      | «Movin'»                     | 5:18     |  |
| 4.      | «Blue Sky»                   | 0:44     |  |
| 5.      | «Drifting»                   | 2:56     |  |
| 6.      | «Heresy»                     | 4:10     |  |
| 7.      | «Fisherman's Horizon»        | 3:35     |  |
| 8.      | «ODEKA ke Chocobo»           | 1:16     |  |
| 9.      | «Where I Belong»             | 3:40     |  |
| 10.     | «The Oath»                   | 3:25     |  |
| 11.     | «Slide Show Part 1»          | 1:23     |  |
| 12.     | «Slide Show Part 2»          | 1:47     |  |
| 13.     | «Love Grows»                 | 4:28     |  |
| 14.     | «The Salt Flats»             | 3:36     |  |
| 15.     | «Trust Me»                   | 3:13     |  |
| 16.     | «Silence and Motion»         | 5:47     |  |
| 17.     | «Dance with the Balamb-Fish» | 3:39     |  |
| 18.     | «Tears of the Moon»          | 1:12     |  |
| 19.     | «Residents»                  | 3:06     |  |
| 20.     | «Eyes on Me»                 | 5:38     |  |

| Disco 4 |                                              |          |  |
| N.º     | Título                                       | Duración |  |
| 1.      | «Mods de Chocobo (Featuring N's Telecaster)» | 2:24     |  |
| 2.      | «Ride On»                                    | 3:03     |  |
| 3.      | «Truth»                                      | 3:40     |  |
| 4.      | «Lunatic Pandora»                            | 3:28     |  |
| 5.      | «Compression of Time»                        | 4:34     |  |
| 6.      | «The Castle»                                 | 5:19     |  |
| 7.      | «The Legendary Beast»                        | 5:50     |  |
| 8.      | «Maybe I'm a Lion»                           | 5:35     |  |
| 9.      | «The Extreme»                                | 6:44     |  |
| 10.     | «The Successor»                              | 3:37     |  |
| 11.     | «Ending Theme»                               | 13:20    |  |
| 12.     | «Overture»                                   | 3:36     |  |

## Fithos Lusec Wecos Vinosec: Final Fantasy VIII
Fithos Lusec Wecos Vinosec: Final Fantasy VIII es un conjunto de arreglos orquestados de algunos de los temas de la banda sonora original del juego, compuestos en su totalidad por Nobuo Uematsu. Fue publicado el 19 de noviembre de 1999 y reimpreso el 22 de julio de 2004. En este álbum los arreglos musicales fueron hechos por el mismo Nobuo con la ayuda de Shiro Hamaguchi. El nombre Fithos Lusec Wecos Vinosec proviene de una de las pistas, y no es una frase en algún idioma, es sólo un anagrama con cuyas letras se forman Succession of Witches y Love, ambos los hilos principales de la trama del juego.
| Temas |                                |          |  |
| N.º   | Título                         | Duración |  |
| 1.    | «Liberi Fatali»                | 3:08     |  |
| 2.    | «Blue Fields»                  | 3:38     |  |
| 3.    | «Don't Be Afraid»              | 3:49     |  |
| 4.    | «Balamb GARDEN ~ Ami»          | 5:16     |  |
| 5.    | «Fisherman's Horizon»          | 4:01     |  |
| 6.    | «FITHOS LUSEC WECOS VINOSEC»   | 4:38     |  |
| 7.    | «Eyes on Me»                   | 5:43     |  |
| 8.    | «The Man with the Machine Gun» | 3:36     |  |
| 9.    | «Dance with the Balamb-Fish»   | 3:16     |  |
| 10.   | «Love Grows»                   | 4:35     |  |
| 11.   | «The Oath»                     | 5:09     |  |
| 12.   | «Ending Theme»                 | 13:22    |  |
| 13.   | «Fragments of Memories»        | 4:05     |  |

## Piano Collections: Final Fantasy VIII
Piano Collections: Final Fantasy VIII, es un arreglo para piano de algunos de los temas del juego, compuestas por supuesto, por Nobuo Uematsu y arregladas para piano por Shiro Hamaguchi. Salió a la venta el 21 de enero de 2000 y se reeditó el 22 de julio de 2004. El álbum recibió críticas positivas en su mayoría.
| Temas |                         |          |  |
| N.º   | Título                  | Duración |  |
| 1.    | «Blue Fields»           | 3:19     |  |
| 2.    | «Eyes on Me»            | 3:26     |  |
| 3.    | «Fisherman's Horizon»   | 3:58     |  |
| 4.    | «SUCCESSION OF WITCHES» | 3:49     |  |
| 5.    | «Ami»                   | 3:34     |  |
| 6.    | «Shuffle or Boogie»     | 2:53     |  |
| 7.    | «Find Your Way»         | 3:44     |  |
| 8.    | «The Oath»              | 3:57     |  |
| 9.    | «Silence and Motion»    | 3:20     |  |
| 10.   | «The Castle»            | 3:43     |  |
| 11.   | «The Successor»         | 5:05     |  |
| 12.   | «Ending Theme»          | 5:40     |  |
| 13.   | «Slide Show Part 2»     | 1:35     |  |

## Eyes On Me
Eyes On Me es un sencillo publicado por Toshiba EMI el 24 de febrero de 1999, toma el nombre de una canción homónima de la banda sonora de Final Fantasy VIII, los primeros dos temas son interpretados por la popular cantante Faye Wong.
| Pista | Título                    | Composición   | Letra       | Arreglo         |
| ----- | ------------------------- | ------------- | ----------- | --------------- |
| 1     | Eyes On Me                | Nobuo Uematsu | Kako Someya | Shiro Hamaguchi |
| 2     | Red Bean                  | Jim Lau       | Lin Xi      | Alex San        |
| 3     | Eyes On Me (Instrumental) | Nobuo Uematsu | --          | Shiro Hamaguchi |